# Janko Moder
Janko Moder (Dol pri Ljubljani, 8. svibnja 1914. – 20. listopada 2006.), slovenski prevoditelj, urednik i publicist.

## Životopis
Slavistiku na Filozofskom fakultetu u Ljubljani diplomirao je 1939. Radio je na ljubljanskoj gimnaziji. Od ljeta 1944. radi kao dramaturg u državnom kazalištu u Ljubljani. Godine 1945. završio je u zatvoru gdje je ostao devet mjeseci. To je razdoblje opisao u djelu Sla spomina. Godine 1954. postao je slobodni prevoditelj, a od 1970. do 1976. predaje i na Akademija za kazalište, radio, film i televiziju u Ljubljani.
Bio je urednik u Cankarjevoj založbi i suosnivač Društva slovenskih književnih prevoditelja te njegov predsjednik. Bio je i prvi predsjednik Saveza društva prevoditelja Jugoslavije (1972–74).
Kao član pravopisne komisije pri Slovenskoj akademiji znanosti in umetnosti (SAZU) sudjelovao je u izradi Slovenskog pravopisa (1950., 1962., 1990.); bio je jezični savjetodavac u mnogim izdavačkim kućama.

## Djelo
Godine 1952. objavio je prvi dio romana Sveta zemlja. Kronika slovenskega rodu. Napisao je brojne stručne savjetodavne članke s podričja jezika, razprave slovenskom prevoditeljstvu. Sastavio je i Slovenski leksikon novejšega prevajanja (1980.) i Leksikon nobelovcev (1986.). Prevodio je s više od 20 europskih jezika. Među prevođene autore ubrajaju se (Pedro Calderón de la Barca, Shakespeare, Molière, Carlo Goldoni, Henrik Ibsen, George Bernard Shaw, Luigi Pirandello, Bertold Brecht, Federico García Lorca) od proze (M. A. Šolohov, I. S. Turgenjev, A. P. Čehov, F. M. Dostojevski, L. N. Tolstoj, B. L. Pasternak, V. Nabokov, I. Andrić, M. Selimović, W. S. Reymont, D. Defoe, D. H. Lawrence, W. Golding, H. James, T. Dreiser, W. Faulkner, W. Styron, G. Grass, H. Böll, I. B. Singer, G. García Márquez), od poezije (R. Tagore, O. Elitis), filozofska djela (F. Nietzsche). Njegov opus uključuje preko 400 književnih prijevoda.

## Nagrade
Dobitnik je više nagrada:
- Sovretova nagrada (1969. i 1989.)
- nagrada kralja Olafa za prevođenje s norveškog
- nagrada Martinusa Nijhoffa za prevođenje s nizozemskog
- nagrada Časni orden slobode Republike Slovenije

## Vanjske poveznice
- Umrl prevajalski genij - 24ur.com[neaktivna poveznica]
- Moder in memoriam - Marko Crnkovič  Arhivirana inačica izvorne stranice od 25. ožujka 2007. (Wayback Machine)